# Boserup Skov
Boserup Skov är en skog i Danmark. Den ligger i Region Själland, i den östra delen av landet. Boserup Skov ligger på ön Sjælland. I skogen finns många diken och insjöar. Den ingår i Nationalpark Skjoldungernes Land. Norra sidan gränser mot havet. 